# دونكان هورتون
دونكان هورتون (بالإنجليزية: Duncan Horton)‏ هو لاعب كرة قدم بريطاني، ولد في 18 فبراير 1967 في ميدستون في المملكة المتحدة. لعب مع تشارلتون أثلتيك ونادي بارنت وويكمب وندررز.